# ایوانوفسکویه (استان آمور)
ایوانوفسکویه (به لاتین: Ivanovskoye) یک منطقهٔ مسکونی در روسیه است که در استان آمور واقع شده‌است.